# الدوري الإنجليزي لكرة القدم 1909–10
الدوري الإنجليزي لكرة القدم 1909–10 (بالإنجليزية: 1909–10 Football League)‏ هو موسم من دوري كرة القدم الإنجليزي. فاز فيه أستون فيلا.